# Jean Todt
Jean Todt (Pierrefort, Cantal, França 25 de febrer de 1946) és una persona estretament vinculada a l'automobilisme, on ha estat copilot i director esporiu de ral·li, director esportiu de Fórmula 1 i president de la Federació Internacional d'Automobilisme des d'octubre de 2009 fins a desembre de 2021.

## Trajectòria
Jean Todt va ser copilot de ral·lis durant més de deu anys amb diferents pilots com Hannu Mikkola, Achim Warmbold, Ove Andersson, Guy Fréquelin, entre d'altres. Va disputar el Campionat Mundial de Ral·lis entre 1973 i 1981, aconseguint quatre victòries i el Campionat Mundial de Constructors de 1981 com a copilot de Guy Fréquelin amb l'equip Peugeot Talbot Sport, quedant aquella temporada segons del Campionat de Pilots.
En acabar la seva carrera com a copilot, Todt va passar a formar part del departament esportiu de Peugeot com a encarregat d'organitzar i dissenyar la construcció del Peugeot 205 Turbo 16, amb el qual aconseguiria el títol de campió del món de constructors els anys 1985 i 1986. A més a més, com a director tècnic de Peugeot, també va guanyar quatre edicions del Ral·li Dakar els anys 1987, 1989, 1990 i 1991. Paral·lelament, Todt dirigí el programa de Peugeot de prototips Le Mans, guanyant les 24 hores de Le Mans de 1992 i 1993 amb el Peugeot 905.
El 1993 degut a la negativa de Peugeot a entrar a la Fórmula 1, Todt va abandonar l'equip i va entrar a formar part de l'Scuderia Ferrari com a director de la gestió esportiva. Gràcies als fitxatges de Michael Schumacher com a pilot i Ross Brawn i Rory Byrne com a enginyers l'any 1996, va aconseguir guanyar sis títols mundials de constructors des del 1999. El 2004 va ser nomenat director general de l'escuderia, càrrec que no va exercir fins a la temporada 2007 de Fórmula 1. Al final de la temporada 2006 va ser nomenat CEO de Ferrari, si bé l'any 2008 abandonà la direcció esportiva de l'equip, la qual recaié en mans de Stefano Domenicali.
Després d'un breu període com assessor de Ferrari, el 20 d'octubre de 2009 es convertí en president de la Federació Internacional d'Automobilisme en substitució de Max Mosley, ostentant el càrrec fins al desembre de 2021, quan el substitueix al capdavant de la FIA Mohammed Bin Sulayem.